# Sphaerocoris annulus
Sphaerocoris annulus (лат.) — вид клопов рода Sphaerocoris семейства Щитники-черепашки (Sphaerocorini, Scutellerinae, Scutelleridae). Африка. Известен также как клоп Пикассо (Picasso Bug) или Zulu Hud Bug.

## Распространение
Встречается в тропической и субтропической Африке (Бенин, Гана, Замбия, Зимбабве, Камерун,
Кения, Кот-д’Ивуар, Малави, Мозамбик, Намибия, Нигерия, Сьерра-Леоне, Танзания, Того, Эфиопия, Южная Африка).

## Описание
Длина около 1 см. Основная окраска — зелёная, с одиннадцатью кольцевидными пятнами на скутеллюме. Яркая окраска этих клопов являются предупреждением для хищников. Также они издают неприятный запах, когда их потревожат. Основными растениями-хозяевами являются виды хлопчатника, гибискуса (семейство Мальвовые), кофе аравийский (Мареновые), виды цитрусовых (Рутовые) и Vernonia amygdalina (Астровые). Размножается в начале засушливого сезона (ноябрь — декабрь). Полное развитие длится 56 дней.